# Постељица
Горе: Људска плацента пар минута након порођаја. Слика приказује бебину страну плаценте, са пупчаном врпцом.
Доле: Слика приказује страну плаценте која се припаја на зид материце.
Постељица  или плацента је орган изграђен од ткива мајке (зид материце) и ембрионалног ткива (хорионске ресице) који функционише само у току интраутериног развића.

## Имплантација и плацентална баријера
Ембрионални омотачи сисара (феталне мембране) настају врло рано јер се животни процеси плода врше преко крвотока мајке.
Оплођење јајне ћелије сисара одиграва се у јајоводу, где почиње и браздање и врши се до образовања бластоциста. Бластоцист, затим, улази у материцу и причврсти се за њен зид, што се назива имплантација (implantatio = усађивање). Хорионске ресице различитих група сисара продиру до различитих слојева материце. Код еволуционо старијих само належу на епител зида материце, док код човека продиру у крвне судове тако да су утопљене у крви мајке. 
Између крвотока мајке и крвотока ресица (ембриона) постоји опна тзв. плацентална баријера, која спречава мешање крви мајке и ембриона.
Плацентална баријера се понаша као полупропустљива опна. Мали молекули пролазе кроз њу дифузијом – ка плоду пролазе  и О2, а у обрнутом правцу  и уреја. Исто важи за соли и моносахариде. Пролаз сложених молекула, какви су витамини, хормони, антитела, врши се пиноцитозом.
Извесни патогени организми и вируси могу да прођу кроз плаценталну баријеру и заразе плод. Тако продиру изазивачи сифилиса, вируси – узрочници разних врста богиња (рубеола, варичела вируси), ХИВ вирус. Лекови, такође могу да пролазе кроз баријеру и доведу до оштећења плода. Најпознатији такав лек је талидомид, који је 50-их година прошлог века, преписиван трудницама као благо средство за смирење, а у току 10 наредних година довео је до рађања 10-12 000 деце са тешким оштећењима па је повучен из употребе. Фактори који изазивају оштећења, наказност, плода називају се тератогени фактори (терата=наказа).

## Грађа и улоге плаценте
Плацента је, дакле, орган изграђен од материнског ткива (зид материце) и ембрионалног ткива (хорионске ресице) који функционише само у току интраутериног развића. Крв из постељице одлази у ембрион преко пупчане вене, а враћа се у плаценту преко пупчаних артерија. Основне улоге овог органа су:
- исхрана ембриона и размена гасова;
- одстрањивање штетних и непотребних материја;
- заштита;
- лучење хормона: естрогених и прогестерона, важних за одржавање трудноће код жена.

## Типови плаценте
Према распореду хорионских ресица, разликују се следећи типови плаценти:
1. дифузна – ресице су разбацане по целој површини хориона (код свиња);
2. котиледонарна – ресице су груписане у виду розете (котиледона) између којих су делови глатког хориона (код говеда);
3. зонална - ресице су распоређене у виду појаса (код пса);
4. бидискоидална – ресице су ограничене на два предела облика диска, а остали делови хориона су глатки (код мајмуна);
5. дискоидална – ресице образују један диск (код човека).

Према делу ембрионалног ткива које учествује у изградњи плаценте, разликују се два типа:
1. хорио-вителинска – у изградњи учествује онај део хориона који је са унутрашње стране обложен жуманцетном кесом, са вителинском мрежом крвних судова (код неких торбара);
2. хорио-алантоиска – веза се успоставља преко хориона обложеног алантоисом, чији крвни судови учествују у транспорту материја (код свих плаценталних сисара).

Према степену успостављене везе између хориона и материце разликују се три типа плаценте:
1. епитело-хоријална – где је степен успостављене везе најмањи; хорионске ресице само належу на епител материце; у материци се образују удубљења у које залазе ресице; приликом порођаја се ресице извуку из тих удубљења (као рука из рукавице) тако да нема оштећења зида ни крварења (код свих торбара и копитара);
2. ендотелио-хоријална – ресице продиру дубоко у материцу и долазе у контакт са ендотелом капилара; степен успостављене везе је већи него у претходном типу(код звери);
3. хемо-хоријална – то је степен успостављене везе највећи; ресице продиру још дубље улазећи у капиларе па су утопљене у крви мајке (код примата и човека).

Код епитело-хоријалне плаценте ресице се на порођају извлаче из удубљења остављајући површину зида материце неозлеђеном, па се та плацента назива адецидуална.
Код друга два типа плаценти, при порођају се одбацује не само ембрионални део плаценте већ и део зида материце који је учествовао у изградњи плаценте. На зиду материце остаје рана и јавља се крварење. Та плацента се назива децидуална.